# اریکا فون موتیوس
اریکا فون موتیوس (انگلیسی: Erika von Mutius؛ زادهٔ ۱۴ مهٔ ۱۹۵۷) استاد دانشگاه اهل آلمان است.

## زندگی
والدین وی فرانتس فون موتیوس و هانا الیزابت فون موتیوس، متولد گازرت بودند. مادرش از یک خانواده پزشکی مستقر در پارتنکرکن با منشأ آلمانی شمالی آمده بودند. پدربزرگ مادری وی پزشک و پزشک اعزامی آلمانی هانس گزرت بود. پدر وی، عضو شورای پزشکی لودولف فردریش گازت، از یک خانواده بازرگان بود.

## حرفه
اریکا فون موتیوس در سالهای ۱۹۷۶ تا ۱۹۸۴ در دانشگاه لودویگ-ماکسیمیلیان - دانشگاه مونیخ پزشکی تحصیل کرد. از سال ۱۹۸۴ تا ۱۹۹۲ به عنوان متخصص اطفال در دکتر پزشک آموزش دید و در ژوئیه ۱۹۹۲ او امتحان اطفال را گذراند. وی پزشک ارشد در بیمارستان کودکان Haunersches بود. از سال ۲۰۰۰، رئیس بخش آلرژی و آسم بیمارستان بود. در سال ۲۰۰۴ او به عنوان استاد کودکان در دانشگاه مونیخ منصوب شد.
از سال ۲۰۱۷، او مدیر مؤسسه جدید پیشگیری از آسم و آلرژی (IAP) در مرکز هلمولتز مونیخ بوده‌است.

## پژوهش
اریکا فون موتیوس در سال ۲۰۱۳ جایزه گوتفرید ویلهلم لایبنیتس را به دلیل بینش‌های اساسی خود دربارهٔ دلایل بیماری‌های ریه در کودکان - به ویژه مطالعات اپیدمیولوژیک در مورد آسم آلرژیک دریافت کرد. وی یکی از اولین محققان آلرژی است که پس از سقوط دیوار برلین آلمان در سال ۱۹۸۹/۹۰ فهمید که در GDR، با وجود شرایط نامساعد محیطی ناشی از آلودگی هوا، به تناسب فقط نیمی از آلرژی‌های زیادی مانند در جمهوری فدرال وجود دارد.